# Maria Julia Zaleska
Maria Julia Zaleska (lub Marya Julia Zaleska), także Julia Zaleska, z domu Perłowska (ur. we wrześniu 1831 roku w Medwedówce pod Czehryniem, zm. 10 kwietnia 1889 roku w Warszawie) – polska pisarka, publicystka, prozaik i tłumaczka literatury francuskiej i angielskiej.

## Zarys biograficzny
Urodzona w nauczycielskiej rodzinie Perłowskich. Była samoukiem. W 1867 roku przeniosła się z mężem do Warszawy. Tworzyła głównie dla młodzieży.
Była współpracowniczką „Kłosów”, „Zorzy”, „Przyrody i przemysłu”, „Kroniki rodzinnej”, a także redaktorką „Wieczorów rodzinnych”.

## Ważniejsze prace
Napisała m.in.: „Wieczory czwartkowe” (1871), „Wędrówki po niebie i ziemi” (1873), „Obraz świata roślinnego” (1875), „Świat zwierzęcy w obrazkach” (1876), „Listki i ziarnka” (1881); pogadanki „Przygody małego podróżnika w Tatrach” (1882); „Baśń o niezgodnych królewiczach i królowej perłowego pałacu” (1889); „Dwie siostry” (1888) oraz stworzyła adaptacje: „Mieszkaniec puszczy” (1884) – według J.F. Coopera; „Młody wygnaniec” (1889) – według R. Rotha.
Jej twórczość miała charakter wychowawczo-dydaktyczny, a powieść „Baśń o niezgodnych królewiczach (...)” zaklasyfikowana została jako proza fantastyczno-przyrodnicza.
Przetłumaczyła także powieść Mały lord Frances Hodgson Burnett, a także powieść Bez przewrotu Julesa Verne′a.